# Saint-Jean-sur-Richelieu
Saint-Jean-sur-Richelieu ist eine Stadt im Südwesten der kanadischen Provinz Québec. Sie liegt in der Verwaltungsregion Montérégie, rund 40 km südöstlich von Montreal. Saint-Jean-sur-Richelieu ist der Verwaltungssitz der regionalen Grafschaftsgemeinde (municipalité régionale du comté) Le Haut-Richelieu, hat eine Fläche von 226,63 km² und zählt 95.114 Einwohner (Stand: 2016). Die heutige Stadt entstand 2001 aus der Fusion von fünf Gemeinden.

## Geographie
Saint-Jean-sur-Richelieu liegt beidseits des in Süd-Nord-Richtung fließenden Rivière Richelieu, 36 km von dessen Quelle, dem Lac Champlain entfernt; die Mündung bei Sorel-Tracy ist 88 km entfernt. Im Stadtzentrum beginnt der 19 Kilometer lange Chambly-Kanal in Richtung Chambly. Zwischen Kanal und Fluss liegt eine dreieinhalb Kilometer lange und bis zu einem Kilometer breite Flussinsel, die Île Sainte-Thérèse. Die Stadt befindet sich im Zentrum der Montérégie-Ebene, die spärlich bewaldet ist und intensiv landwirtschaftlich genutzt wird. Im Nordosten, ein wenig außerhalb der Stadtgrenzen, ragt der Mont Saint-Grégoire aus der Ebene.
Die Stadt besteht aus fünf Stadtteilen, die den früheren Gemeinden entsprechen. Saint-Jean, die Kernstadt, liegt am Westufer des Rivière Richelieu. Nördlich daran schließt sich Saint-Luc an. Iberville befindet sich gegenüber von Saint-Jean am Ostufer. Saint-Athanase umfasst das ländliche Gebiet um Iberville, L’Acadie ist ein Dorf rund sechs Kilometer westlich von Saint-Jean.
Nachbargemeinden sind Carignan und Chambly im Norden, Richelieu im Nordosten, Mont-Saint-Grégoire im Osten, Saint-Alexandre im Südosten, Sainte-Anne-de-Sabrevois und Saint-Blaise-sur-Richelieu im Süden, Saint-Cyprien-de-Napierville im Südwesten, Saint-Jacques-le-Mineur und Saint-Philippe im Westen sowie La Prairie im Nordwesten.

## Geschichte
Das Carignan-Salières-Regiment unter dem Kommando von Gouverneur Alexandre de Prouville de Tracy errichtete 1666 am linken Ufer des Rivière Richelieu eine Befestigungsanlage aus Holz, das Fort Saint-Jean. Dessen Hauptaufgabe war der Schutz Montreals vor Angriffen der Irokesen. Im darauf folgenden Jahr erfolgte die Gründung der Pfarrei Saint-Jean-l’Évangéliste, benannt nach dem Evangelisten Johannes. Nachdem das Regiment die Irokesen zurückgedrängt und zum Friedensschluss gezwungen hatte, wurde das Fort 1672 abgerissen. Aufgrund zunehmender Spannungen zwischen Frankreich und Großbritannien gegen Ende des österreichischen Erbfolgekriegs bauten die Franzosen 1748 ein neues Fort. Als 1760 während des Siebenjährigen Krieges die Briten immer näher rückten, gaben die Franzosen das Fort auf und steckten es in Brand.
Angesichts der von den rebellischen Dreizehn Kolonien ausgehenden Gefahr bauten die Briten 1775 eine dritte Befestigungsanlage, das Fort St. John. Im selben Jahr, nach Ausbruch des Amerikanischen Unabhängigkeitskriegs versuchte die amerikanische Kontinentalarmee, Montreal und Québec zu erobern. Das Fort ergab sich erst nach 45-tägiger Belagerung, was entscheidend dazu beitrug, die amerikanischen Truppen zu schwächen und die Invasion Kanadas zum Scheitern zu bringen. 1777 sammelte der britische General John Burgoyne hier seine Truppen für den erfolglosen Saratoga-Feldzug in Richtung Albany.
Mit dem Ausbau der Verkehrswege wuchs Saint-Jean-sur-Richelieu zu einem wichtigen Handelsumschlagplatz heran. 1827 wurde die erste Brücke über den Fluss nach Iberville eröffnet. Die Champlain and St. Lawrence Railroad, die erste Eisenbahnlinie Kanadas, verband die Stadt ab 1836 mit La Prairie am Sankt-Lorenz-Strom. 1843 folgte die Eröffnung des Chambly-Kanals, der die Stromschnellen umging und den Rivière Richelieu auf seiner gesamten Länge schiffbar machte. Ab 1853 gab es eine durchgehende Eisenbahnverbindung zwischen Montreal und der amerikanischen Grenze. 1848 wurde die Zivilgemeinde Saint-Jean gegründet, die acht Jahre später offiziell den Stadtstatus erhielt. Der katholische Orden Sœurs de la Charité de Montréal eröffnete 1868 das erste Krankenhaus. 1876 zerstörte ein Großbrand einen bedeutenden Teil der Innenstadt, die danach neu aufgebaut wurde. 1911 nahm mit dem Séminaire de Saint-Jean die erste höhere Bildungsanstalt den Betrieb auf (seit 1968 als CEGEP geführt).
1933 erfolgte die Gründung des Bistums Saint-Jean-Longueuil mit Sitz Saint-Jean, 1952 begann die Militärakademie mit dem Lehrbetrieb. Einen weiteren Wachstumsimpuls gab es 1966 mit der Eröffnung der Autobahn. Um Verwechslungen mit gleichnamigen Orten zu vermeiden, benannte sich die Stadt 1978 in Saint-Jean-sur-Richelieu um. Am 24. Januar 2001 fusionierten die weitgehend zusammengewachsenen Städte Saint-Jean-sur-Richelieu (37.386 Einwohner), Saint-Luc (20.573) und Iberville (9.424) sowie die Gemeinden Saint-Athanase (6.691) und L’Acadie (5.526) zur neuen Stadt Saint-Jean-Iberville. Der neue Name fand in der Bevölkerung wenig Anklang, so dass am 16. Mai 2001 die Umbenennung in Saint-Jean-sur-Richelieu erfolgte. Im Mai 2011 war die Stadt von Hochwasser betroffen, als der Rivière Richelieu über die Ufer trat und vor allem die südlichen Stadtteile überschwemmte.

## Sehenswürdigkeiten

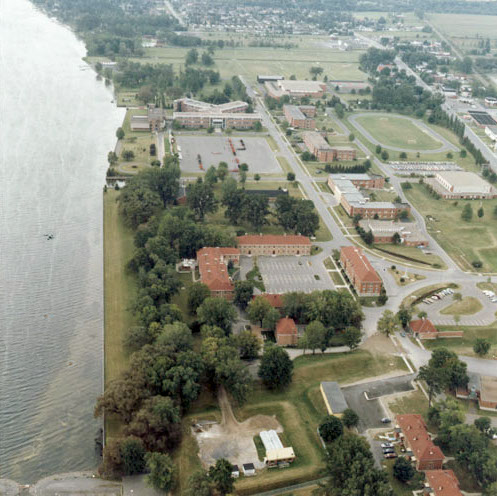
Gelände des Fort Saint-Jean

Das Fort Saint-Jean reicht bis in die Mitte des 17. Jahrhunderts zurück. Mehrere Gebäude stammen aus der Zeit um 1840, erhalten geblieben sind aber auch Bastionen aus den 1770er Jahren. Ein Museum erläutert die Geschichte dieser Festung. Ebenfalls als National Historic Site klassifiziert ist der ehemalige Bahnhof der Grand Trunk Railway (später Canadian National Railway). Unter Denkmalschutz der Provinz Québec stehen auch mehrere Gebäude aus dem 19. und frühen 20. Jahrhundert.
Der Chambly-Kanal dient heute überwiegend dem Freizeitverkehr. Nahe der Innenstadt befindet sich eine Schleuse. Der im Winter zufrierende Kanal wird jeweils von der Stadt zu einer Schlittschuhbahn umfunktioniert. Auf dem Damm zwischen Kanal und Fluss erstreckt sich ein 20 km langer Radweg, der zum Netz der Route Verte gehört. Das Théâtre des Deux Rives ist mit 856 Plätzen das größte Theater der Region Montérégie, hinzu kommt das Cabaret-théâtre du Vieux-Saint-Jean mit 550 Plätzen. Das Musée du Haut-Richelieu befasst sich mit der regionalen Geschichte.

## Bevölkerung
Gemäß der Volkszählung 2011 zählte Saint-Jean-sur-Richelieu 92.394 Einwohner, was einer Bevölkerungsdichte von 409,2 Einw./km² entspricht. 94,5 % der Bevölkerung gaben Französisch als Hauptsprache an, der Anteil des Englischen betrug 2,6 %. Als zweisprachig (Französisch und Englisch) bezeichneten sich 0,8 %, auf andere Sprachen und Mehrfachantworten entfielen 2,1 %. Ausschließlich Französisch sprachen 59,5 %. Im Jahr 2001 waren 91,3 % der Bevölkerung römisch-katholisch, 2,1 % protestantisch und 5,3 % konfessionslos.

## Verkehr und Wirtschaft
Saint-Jean-sur-Richelieu ist von Montreal her über die Autoroute 10 erreichbar, die ostwärts in Richtung Sherbrooke verläuft. Von dieser zweigt an der nördlichen Stadtgrenze die Autoroute 35, die beim Stadtzentrum den Fluss überquert und südlich von Iberville endet; eine Verlängerung dieser Autobahn bis zur kanadisch-amerikanischen Grenze ist zurzeit im Bau und soll 2017 eröffnet werden. Hauptstraßen von überregionaler Bedeutung sind die Route 104 und die Route 133. In der Stadt kreuzen sich zwei Bahnstrecken der Montreal, Maine and Atlantic Railway und der Canadian Pacific Railway, auf denen zurzeit jedoch nur Güterverkehr abgewickelt wird. Am südwestlichen Stadtrand befindet sich ein Regionalflughafen für die allgemeine Luftfahrt. Die Stadtwerke von Saint-Jean-sur-Richelieu betreiben ein dichtes Busnetz, inkl. einer Schnellbuslinie nach Montreal.
Die Stadt besitzt eine stark diversifizierte Wirtschaft. Von großer Bedeutung sind Luftfahrtindustrie, Nahrungsmittelindustrie und Logistikunternehmen. Größtes Einkaufszentrum der Region ist das im Jahr 1980 eröffnete Carrefour Richelieu mit 115 Läden. Fast zwei Drittel des Stadtgebiets wird als landwirtschaftliche Fläche genutzt, wobei der Getreideanbau und die Intensivtierhaltung dominierend sind. Seit 1984 ist der Flughafen im August Schauplatz eines internationalen Heißluftballon-Festivals; es handelt sich um die größte Montgolfiade Kanadas und zieht jeweils mehrere Hunderttausend Besucher an.

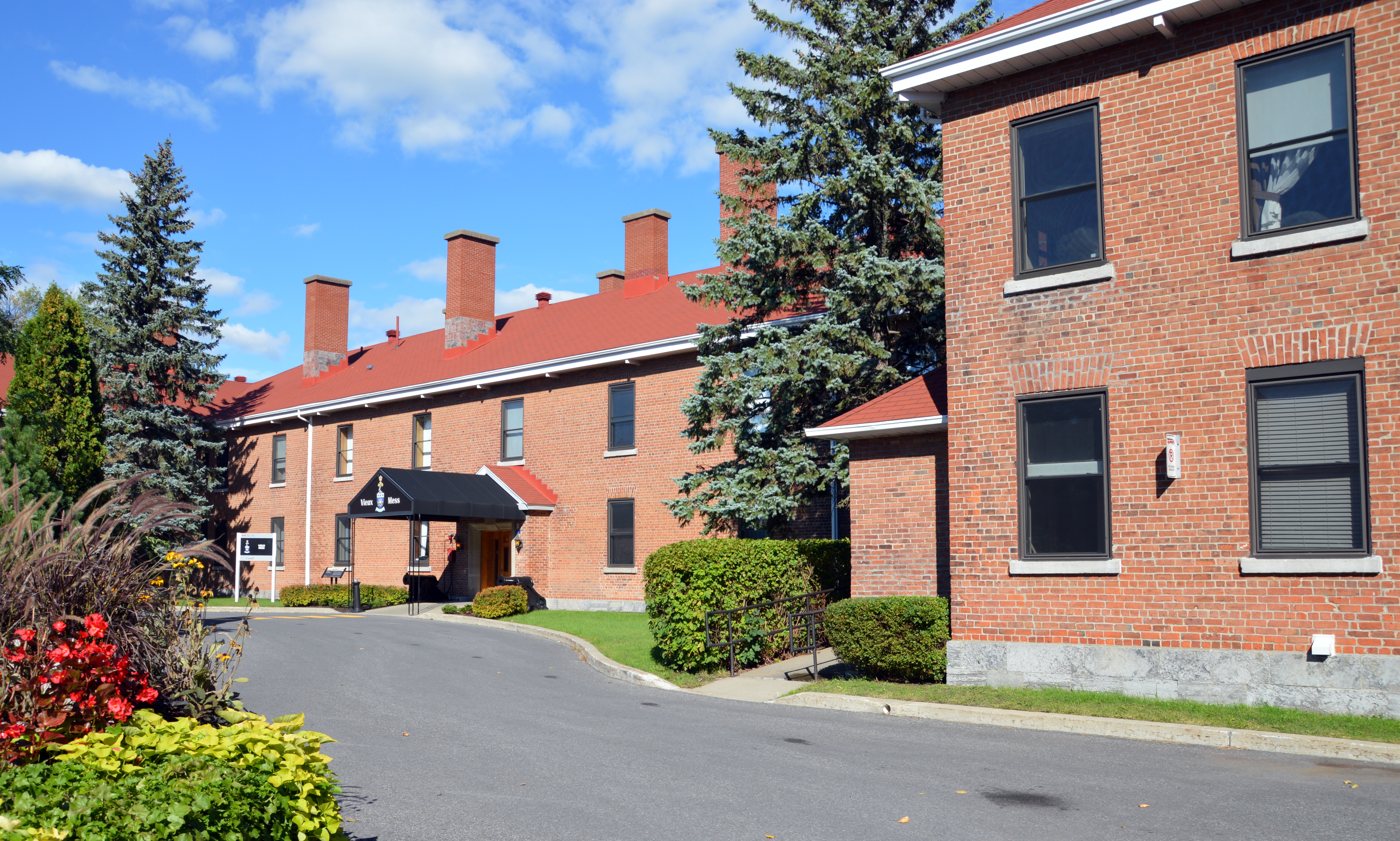
Militärakademie

## Militär
Die Stadt beheimatet die Garnison Saint-Jean der kanadischen Streitkräfte. Die Kaserne (ein Gebäude von fast einem halben Kilometer Länge) ist Sitz der 5. Gebietsunterstützungseinheit (Area Support Unit) und dient darüber hinaus der Rekrutenausbildung sowie der Weiterbildung von Offizieren. Seit 1952 besteht das Collège militaire royal de Saint-Jean, eine zweisprachige Militärakademie. Es wurde 1995 geschlossen und 2007 wiedereröffnet. Die einzige weitere Militärakademie in Kanada ist das Royal Military College of Canada in Kingston (Ontario).

## Bilder

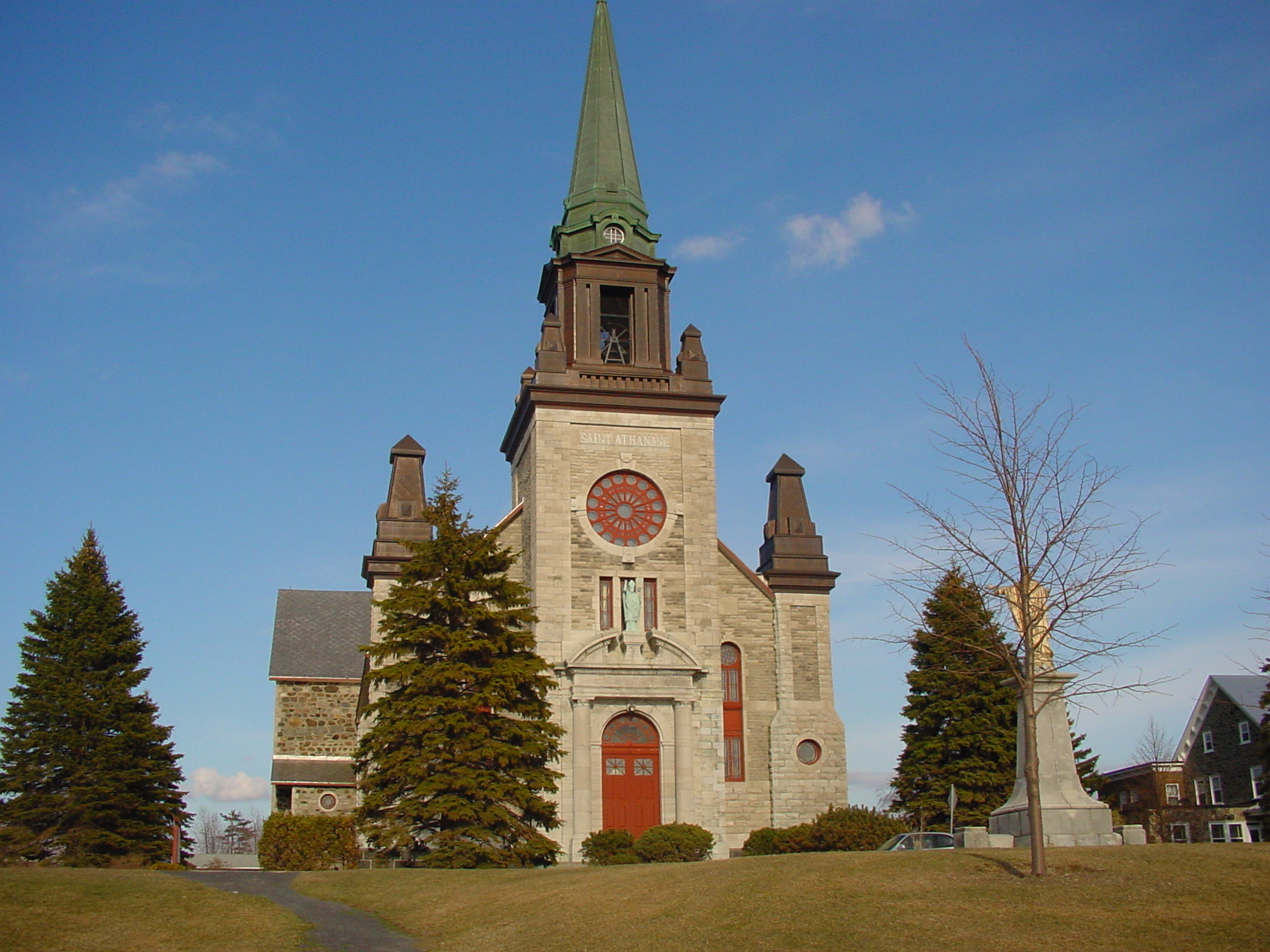
Kirche Saint-Athanase d’Iberville
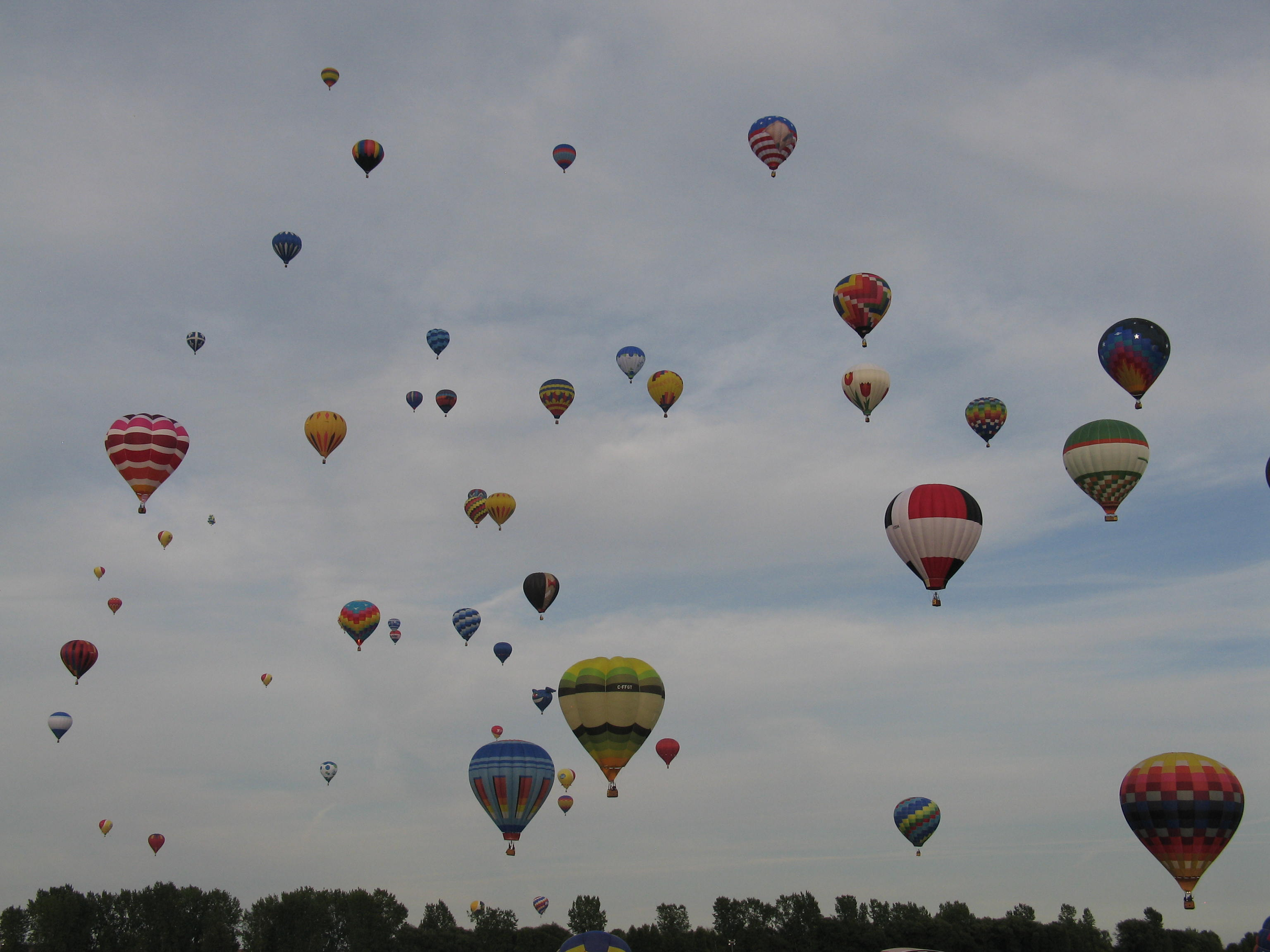
Montgolfiade
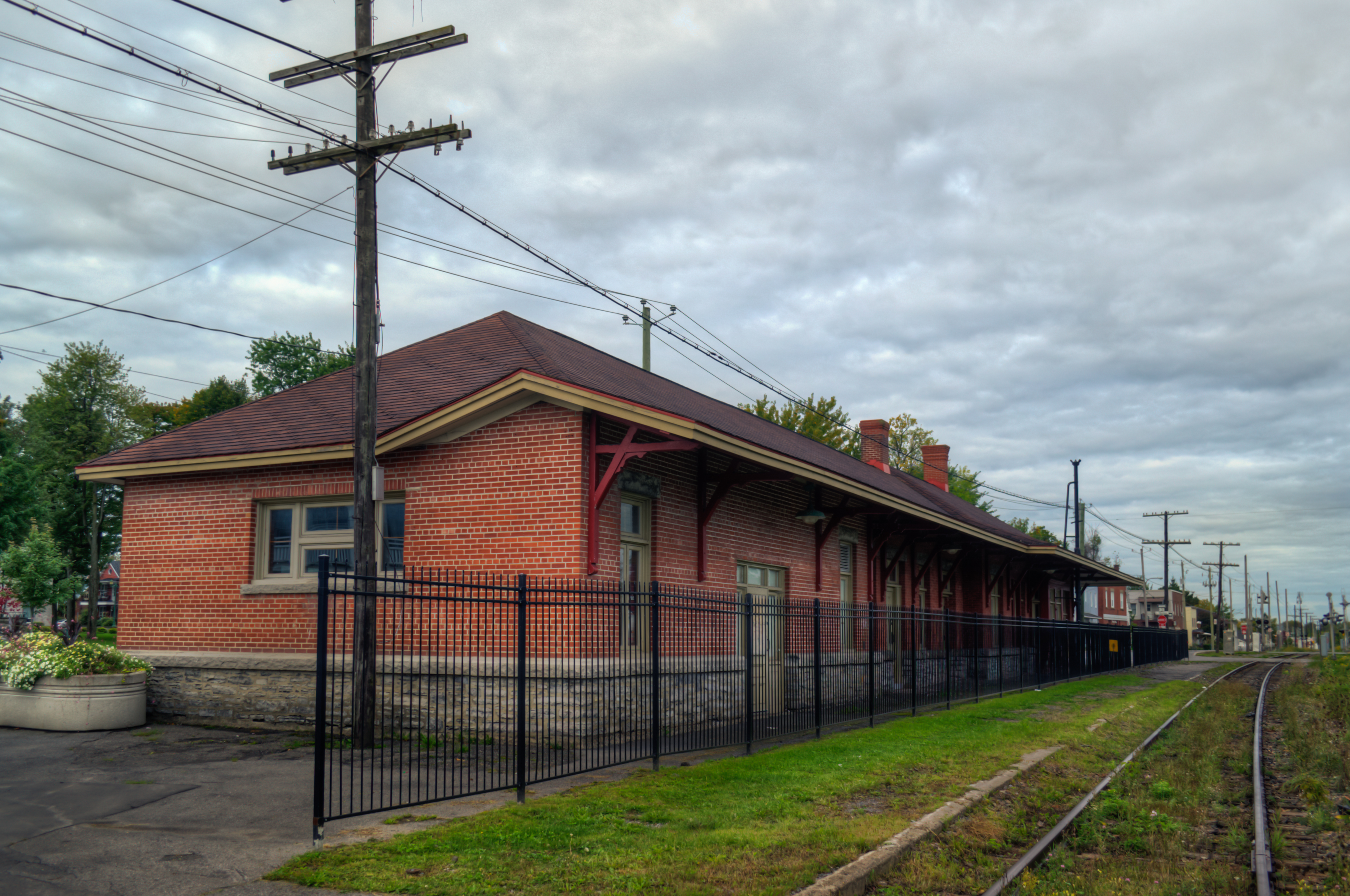
Bahnhof der Canadian Pacific Railway
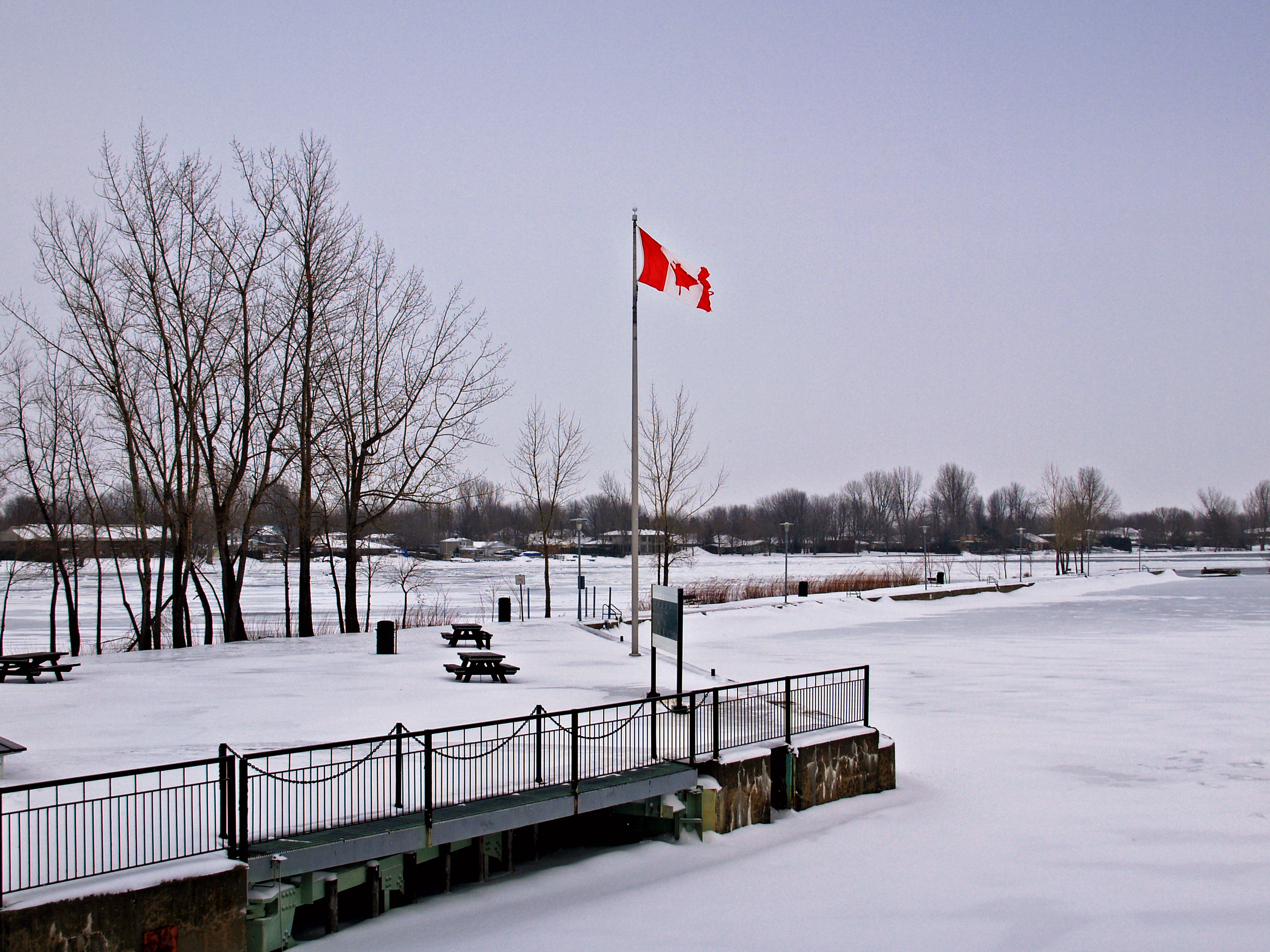
Der Flusshafen im Winter

## Persönlichkeiten

### Söhne und Töchter der Stadt
- Félix-Gabriel Marchand (1832–1900), Politiker
- Louis Monast (1863–1936), US-amerikanischer Politiker
- Alfred La Liberté (1882–1952), Komponist und Pianist
- Fernand Dorais (1928–2003), Romanist und Autor
- Gilles Villeneuve (1950–1982), Formel-1-Rennfahrer
- Claude Larose (* 1955), Eishockeyspieler
- J. F. Quintin (* 1969), Eishockeytorwart
- Jacques Villeneuve (* 1971), Formel-1-Rennfahrer
- Alexandre Boulerice (* 1973), Politiker und Journalist
- Patrice Désilets (* 1974), Computerspieldesigner
- Daniel Jacob (* 1980), Eishockeyspieler
- Éric Bruneau (* 1983), Filmschauspieler
- Jeff Drouin-Deslauriers (* 1984), Eishockeytorwart
- Kevin Steen (* 1984), Wrestler
- Guillaume Cliche-Rivard (* 1989), Politiker

### Persönlichkeiten mit Bezug zur Stadt
- Honoré Mercier (1840–1894), Politiker